# Luci Considi
Luci Considi (en llatí: Lucius Considius) va ser un magistrat romà del segle i aC. Formava part de la gens Consídia, una gens romana d'origen plebeu.
Va ser el dirigent, juntament amb Sext Salti, d'una colònia romana establerta l'any 83 aC a Càpua fundada per Marc Juni Brutus (el pare de Marc Juni Brutus el Tirannicida). Ciceró es burla de Considi i Salti perquè es van fer dir pretors en lloc del títol correcte de duumvirs.